# سراغة ألبية
السراغة الألبية (باللاتينية: Crepis alpina) نوع نباتي يتبع جنس السراغة من الفصيلة النجمية.

## الموئل والانتشار
موطنها بلاد الشام والقوقاز.

## مرادفات للاسم العلمي
- (باللاتينية: Barkhausia alpina (L.) DC.)
- (باللاتينية: Barkhausia pseudalpina Klokov)